# Nifrost
Nifrost ist eine norwegische Band aus dem vestländischen Bergen, gegründet wurde sie in Jølster. Sie spielt Extreme Metal mit melodischen Anleihen aus dem Folk Metal. Einige Lieder lassen sich dabei textlich dem Viking Metal zuordnen.

## Geschichte
Nifrost gründeten sich im Jahre 2005.

## Diskografie
- 2010: Myrket er kome (Demo, CD, Eigenvertrieb)
- 2016: Motvind (Album, CD, Naturmacht Productions)
- 2019: Blykrone (Album, CD/12”-Vinyl, Dusktone)
- 2021: Orkja (Album, CD/12”-Vinyl, Dusktone)

Beiträge auf Kompilationen:
- 2018: Sitring auf Naturmacht Compilation VII (FLAC, Naturmacht Productions)
- 2020: Gamling auf Audio Introspection For Apocalyptic Minds Vol.II - MMXX (CD, Dusktone)

## Musikvideos
- 2021: Eit siste ynskje (Regie/Produktion: Costin Chioreanu)